# Luigi Olivieri
Luigi Olivieri (Pinzolo, 3 maggio 1956) è un politico italiano.

## Biografia
Dal 1990 al 1994 è stato vicepresidente dell'Unione nazionale comuni comunità enti montani (UNCEM).
Nel 1996 e nel 2001 è stato eletto alla Camera dei deputati nel Collegio uninominale di Lavis. È stato vicepresidente della Commissione parlamentare d'inchiesta sulle responsabilità relative alla tragedia del Cermis dal 20 gennaio 2000 allo scioglimento. È stato inoltre segretario della V Commissione (bilancio, tesoro e programmazione) dal 21 giugno 2001 al 27 aprile 2006, quando termina il proprio mandato parlamentare.
Il 20 marzo 2008 viene nominato dal Governo Prodi Commissario dell'Ente Italiano della Montagna - EIM. Prorogato dal Governo Berlusconi porterà a compimento la sua opera con la nomina dei nuovi organi di governo dell'EIM.
Dall'agosto 2010 al luglio 2015 è stato Assessore per le Politiche sociali e per la salute della comunità di Valle delle Giudicarie.
Da novembre 2017 è presidente di Autostrada del Brennero S.p.A..
È sposato e ha tre figli .